# ハイチオールC
ハイチオールCはエスエス製薬から発売されているL-システイン製剤である。

## 概要
もとは1970年代にL-システインを主成分とする医療用医薬品「ハイチオール」として発売され、その後大衆薬として1972年5月に発売され、どちらも現在に至っている。
医療用発売に際し種々の臨床試験が行われているが、湿疹などの皮膚科領域、肝機能改善などの内科領域、リウマチやアトピーなどのアレルギー領域などスタンダードなものから放射線障害の防止軽減やホルムアルデヒドの解毒、発毛など実際に薬効を得ていない領域にも有意な効果があるとされている。
なお、医療用は事業譲渡により久光製薬より発売されているが、医師によっては市販薬と同等の症状で、保険診療として処方してもらえれば大衆薬と同等の「ハイチオール」などが非常に廉価で入手出来る。（転売・譲渡すると医薬品医療機器等法により処罰の対象となる）
一般薬としてはL-システインの肝臓に対する解毒効果で「二日酔い」に効くために繁用されてきたが、その肝臓への作用でメラニンの生成を抑え、メラニンを無色化するとともに肌の新陳代謝を助ける効果が注目され、1998年7月に全面改良を行う。錠剤の小型化が図られるとともに、1日の服用量も12錠から6錠に半減、パッケージも見直され「しみ・そばかす」に重点を置いた訴求内容となった。さらには1990年代後半からの「美白ブーム」も追い風となり、売り上げを伸ばしていくようになる。この頃から、女優を起用したCMや雑誌・新聞広告が例年春から初秋頃にかけて数多く出稿されるようになる。
「ハイチオールC」の人気は他のメーカーにも波及するようになり、武田薬品工業（現在のアリナミン製薬）・第一製薬（現在の第一三共ヘルスケア）・資生堂薬品（資生堂の子会社）など大手各社から、「ハイチオールC」と殆ど同一成分が含まれ、内容量も同一で、市場価格では「ハイチオールC」よりも廉価な製品が数多く発売。新たな市場を創造することとなった。
市場が活性化していることを受け、エスエス製薬は2006年3月から従来の内用薬（錠剤）と新たに肌に塗るクリームの2タイプで、成分の配合量を従来より多くした「ハイチオールC プルミエール」を発売。
また、肝臓に作用する医薬品ではあるが、指示量より多く服用しても水溶性ビタミンと同じく成分が過剰若しくは不要となると尿などで体外に排出されるため、過敏症を除いて害のある副作用は殆ど無い。また、効果を期待して過剰に服用しても余分なものは効果を発揮せずに体外に排出されてしまうため、無駄である。
また、従来の薬理作用であった肝臓に対する解毒効果、すなわち二日酔い、全身怠感症状の改善を謳った「アルケシクール」という商品も2007年11月に同社から発売されていた（現在は製造終了）。成分は「ハイチオールC」と全く同一であるが、ターゲットを男性に絞っており、黒いパッケージである。但し、「ハイチオールC」の他社類似品では一切、「二日酔」という効果効能の記載がない。これは、薬効標榜のためには各品目毎に許可申請が必要であるが、それを各メーカーが行っていないためである。
2010年7月には「二日酔」と共に他社類似品では記載がない「全身倦怠（疲労・だるさ）」にも着目し、12年ぶりの全面改良により、商品名を「ハイチオールCプラス」に変更。ビタミンC（アスコルビン酸）の含有量を300mgから500mgに増量した。
2015年3月には既存の「ハイチオールCプラス」に比べて1錠あたりのL-システインの含有量を1.5倍とすることで服用回数を1日2回に減らし、同時に大きさをシリーズ最小の直径8.7mmに小型化したシリーズ製品「ハイチオールCホワイティア」を発売した。
2020年3月には約10年ぶりの全面改良により、商品名を「ハイチオールCプラス2」に変更。フィルムコーティング技術「シルキースムース コーティング」の採用によって錠剤が小型化（質量を約半分に軽量化、直径が約2.5mm小型化）されたほか、「ハイチオールCプラス」から踏襲される60錠・180錠に加え、成人45日分の大容量・270錠が追加設定された。
2025年4月には「ハイチオールCホワイティア」の商品名を「ハイチオールCプラスEX」に変更されリニューアル。処方は「ハイチオールCホワイティア」から添加物を含めて変更はないものの、大容量の240錠が追加され3容量となる。同時に「ハイチオールCプラス2」もパッケージデザインが変更された。

## 効能・効果
以下の効能・効果は「ハイチオールC」シリーズ（プラスEX・プラス2）共通である。
- しみ・そばかす･日焼けなどの色素沈着症
- 全身倦怠[2]
- 二日酔
- にきび、湿疹、じんましん、かぶれ、くすりまけ

## ラインナップ
ハイチオールCプラスEX【第3類医薬品】
L-システイン製剤。L-システイン（成人一日最大量240mg）に加え、アスコルビン酸（ビタミンC）とパントテン酸カルシウム配合。なお、パントテン酸カルシウムは後述の「ハイチオールCプラス2」に比べて1.25倍（成人一日最大量30mg）に増量されている。1日2回タイプ。
ハイチオールCプラス2【第3類医薬品】
L-システイン製剤。L-システイン（成人一日最大量240mg）に加え、アスコルビン酸（ビタミンC）とパントテン酸カルシウム配合。1日3回タイプ。
ハイチオールCホワイティアプレミアム【第3類医薬品】
2022年3月発売。「ハイチオールCプラスEX」に配合されているパントテン酸カルシウムに代えてピリドキシン塩酸塩（ビタミンB6）を配合したもの。本品はビタミンC主薬製剤に分類される。
ハイチオールBクリア【第3類医薬品】
2016年3月発売。従来の「ハイチオールB（2009年6月発売）」の処方（「ハイチオールC」シリーズの有効成分にリボフラビン酪酸エステル(ビタミンB2)とピリドキシン塩酸塩(ビタミンB6)を追加配合）をベースに、チアミン硝化物（ビタミンB1硝化物）、ニコチン酸アミド、ビオチンの3成分を追加し、1日1回の服用としたビタミンB2主薬製剤。パッケージデザインは前述の「ハイチオールCホワイティア」と統一しており、ピンクのパッケージとしている。
ハイチオール コラーゲンブライト
2018年8月発売。コラーゲンペプチド、システインペプチド酵母エキス、ヒアルロン酸、ビタミンB6を配合した美容ドリンク（保健機能食品）。本品は「ハイチオール」ブランドで唯一、清涼飲料水に区分されるため、コンビニエンスストアやスーパーで入手可能。

## 製品名の由来
- 「ハイチオール」は「High」と「チオール」。主成分のL-システインを構成するチオール基に因む。
- 末尾のアルファベットはビタミンのうち、主な効能に関係するものに由来する。